# Арбоко (Ђенова)
Арбоко је насеље у Италији у округу Ђенова, региону Лигурија.
Према процени из 2011. у насељу је живело 46 становника. Насеље се налази на надморској висини од 249 м.